# Brdo Jesenjsko
Brdo Jesenjsko es una localidad de Croacia en el municipio de Jesenje, condado de Krapina-Zagorje.

## Geografía
Se encuentra a una altitud de 457 m s. n. m. a 67,7 km de la capital nacional, Zagreb.

## Demografía
En el censo 2011, el total de población de la localidad fue de 167 habitantes.